# 觀塘（翠屏道）巴士總站
觀塘（翠屏道）巴士總站（英語：Kwun Tong (Tsui Ping Road) Bus Terminus）位於香港九龍觀塘區秀茂坪山谷下的翠屏道，翠屏邨翠桃樓翠屏街市旁及翠榆樓翠屏商場對面，與翠屏道平行，現時是三條巴士路線的終點站。
另外，位於翠屏道（南行）與福塘道交界、近九巴觀塘泳池巴士站的總站，則分別是一條居民巴士路線和穿梭巴士路線的起點站。

## 簡介

### 翠屏道
翠屏道於1950年代開始發展，由俗稱「雞寮」的寮屋區改為興建徙置大廈，名為「官塘徙置區」。全區共有24幢徙置大廈，分佈在秀茂坪西南面的山谷之中，範圍由東南面的馬游塘（西）至西北面的協和街，邨內設施齊全，居民可自給自足。及至1970年代，當局把全港徙置區和廉租屋邨統稱為「邨」，為方便管理，本區更名為「觀塘（翠屏道）邨」。另外，為了進一步改善邨內環境，遂研究把徙置大廈重建成新式樓宇，以解居民擠迫之苦，以及明渠所帶來的惡臭。
重建項目從1981年至1999年間分階段落成，項目包括24幢新式住宅大廈（19幢為租住大廈、5幢為居者有其屋大廈），以及街市、購物商場、巴士總站、停車場、學校及遊樂設施等，滿足居民日常生活所需。與此同時，配合時代變遷，屋邨名稱一再更改，約1989年起，更名為「翠屏邨」，至1995年，以翠屏道南面迴旋處向東引伸的屋邨通道作分界線，把翠屏邨劃分為「翠屏（南）邨」和「翠屏（北）邨」，同時把5幢居者有其屋大廈冠名為「寶珮苑」。
重建期間，前徙置區和受秀茂坪邨重建項目影響的居民，可獲得優先權遷入翠屏邨，而徙置大廈隨即被拆卸。1995年，香港房屋委員會推出居者有其屋第15期丙，寶珮苑成為其中一個發售屋苑，翠屏邨居民擁有優先選購權。另外，2002年1月推出的租者置其屋計劃，位於翠屏（北）邨其中11座租住大廈亦榜上有名，居民可自由選擇購買與否。
翠屏道沿線除了公營房屋外，還有一些政府或社區團體的設施和學校，計有觀塘社區中心、香港歷史檔案大樓、觀塘潮語浸信會、觀塘職業訓練中心、基督教家庭服務中心、觀塘技能訓練中心，以及位於沿線和秀茂坪曉明街的5所中學及香港專業教育學院。
康體設施方面，位於翠屏道與鯉魚門道交界的觀塘遊樂場，是觀塘區各界舉辦大型社區活動的主要場地，內有草地足球場、硬地足球場、三人足球場、籃球場、雪屐場、游泳池等，可舉辦的活動包括地區／學校球類比賽、水運會和大型綜藝節目，曾是公益金百萬行集合地點、莫斯科馬戲團和觀塘區賀國慶迎東亞運的表演場地，也是每年觀塘區年宵市場的所在地。可是，那邊廂的觀塘市中心進行重建期間，這邊廂的觀塘遊樂場亦同時進行改建，服務了觀塘市民50年的它，從2009年11月9日起需要暫時關閉，只剩下將軍澳道與佳廉道之間的行人通道仍然開放。為有效利用土地空間，遊樂場將會改建為室內場館，與觀塘市中心一起向上。

#### 雞寮大事紀
1972年6月18日，雞寮發生轟動全港的山泥傾瀉事件，成為香港「六一八雨災」中一個重要部份。適逢雨季，連日暴雨令沙泥從秀茂坪曉光街塌下，淹沒雞寮北面（約現時翠楣樓附近）的民居，由於事發後天氣仍然惡劣，搶救需時，數十名居民埋在沙泥中，最後被活活淹死。數天內，全港發生多宗嚴重事故，各界紛紛舉辦賑災活動，為死傷者籌集善款作救濟用途，電視台亦史無前例地製作了現場直播的賑災節目。隨後，當局在現時翠楊樓和翠楣樓附近兩處地方，興建公園以紀念這次嚴重天災。由於雞寮位於山谷，山泥傾瀉沒完沒了的發生。直至1990年代中，當局大力推行危險斜坡維修工程，秀茂坪多處山坡率先受理。

### 巴士總站
1962年，翠屏道首條巴士路線11B從觀塘伸延至翠屏道；1968年開辦的路線11C亦以翠屏道為終點站，兩線當時停泊在翠屏道（北行）路旁（近現時總站對面）。
及至1980年代中，正式的巴士總站落成，路線11C剛於不久以前延長至中秀茂坪，故遷入總站的路線只得11B一條，此路線一直是翠屏邨居民使用量最高的交通服務。隨後開辦的新市鎮路線70X和89C均以此作為九龍區的終點站。
巴士總站以車坑形式設計，靠近翠桃樓的車坑是雙線，可供同一路線的巴士平排停泊，其餘兩條車坑均是單線。使用超過20年，至今只有1次車坑永久性調動。
由於現時的巴士車身較以往長，巴士不能直接從翠屏道（北行）右轉入總站任何一條車坑，需要繞經總站北面的迴旋處調頭，才能返回總站。正因如此，當年巴士總站落成後，至翠屏道迴旋處完工前一段日子，停泊在靠近翠屏道的兩條車坑的路線70X和89C，往翠屏道方向是駛經協和街，然後右轉翠屏道返回總站，直至迴旋處落成後，才改以翠屏道（北行）及迴旋處返回總站；而停泊在翠桃樓側的路線11B，則一直使用翠屏道（北行）前往，並且直接右轉駛入總站，至1997年末開始轉用十一米三軸巴士行走，才需要繞經迴旋處。上述情況只屬編訂路線，交通改道或個別車長的表現也會有所不同。路線70X主力使用利蘭勝利二型和丹尼士喝采型巴士的時候，在翠屏道總站是使用中間的車坑，一些進取的車長為求方便，會直接從翠屏道（北行）右轉入總站，順利與否全靠技術。當不能轉入車坑時，通常會倒車或索性轉入雙線車坑便算，客量上升至轉用十一米巴士後，這情況才不再出現。
另一方面，路線70X亦曾是觀塘區唯一能夠直達和合石墳場的交通服務，每逢清明節和重陽節，需使用龐大車隊接載拜祭人潮，為免出現混亂情況，路線11B和70X在節令當日需臨時調遷站位，並把排隊欄移至總站出口斜出的通道上，此舉可讓更多巴士停泊在車坑，乘客亦享有較大的候車空間，一舉兩得。在隨後數年，觀塘區居民深知中途站登車有困難，故特意到總站候車。有見及此，一條專為他們而設的路線74R（現稱74S）開辦，其收費之高，吸引不了候車乘客之餘，反而令總站更加擠迫，只走了翠屏道一天便遷離了。
北區新市鎮發展一日千里，路線70X的需求日益增加。1990年代初期分拆特別路線70P，以及在隨後不斷增加班次和加派三軸巴士行走，曾是翠屏道班次最頻密的巴士路線，令總站泊位不敷應用，需與路線11B共用雙線站坑，後來更索性永久調動。上一段提到「總站出口斜出的通道」，也曾成為路線70P和74R的站位。
同樣服務於新市鎮的路線89C在1987年開辦，是馬鞍山新市鎮的開荒路線之一，高峯期出現在1990年代初，比路線70X早上10年之多。在開辦短短5年間，掛牌車便從珍寶巴士，逐步換成利蘭奧林比安11米，以及利蘭奧林比安和丹尼士巨龍12米巴士，不斷為路線注入新動力。1997年8月，更配合大老山隧道巴士全面空調化，全線獲被派出新落地的富豪奧林比安12米空調巴士行走。20多年來，班次一再成為翠屏道路線中最頻密的。它在翠屏道總站的站位最多僅可停泊三輛巴士，經常有一至兩部車停泊在總站後的路旁。隨著路線89D開辦，分擔了部份客量，以及巴士多停泊在恆安巴士總站，也有助減輕翠屏道總站的壓力。
位於福塘道交界的觀塘（翠屏道）巴士總站，則是屋邨巴士路線NR906（前稱906R，初時由城巴營辦）於1998年從鑽石山延長至觀塘後的巴士總站。這裡的交通一向不算繁忙，巴士可以在開出前五至十分鐘到達，等候乘客登車，可是，近年增設了其他巴士站，吸引部份小巴在此停站，故此只能一到達即開出，以免影響交通。
至於與路線NR906同站的宏利金融中心員工穿梭巴士，同樣需要駛經翠屏道（南行）才能抵達。由於這裡交通相對繁忙，兩線只會在開出前不久到達總站接載乘客，以免對其他交通使用者構成不便。兩線開出前的等候地點各有不同，路線NR906在翠屏道（南行）近翠柳樓的停車彎，而宏利金融中心穿梭巴士則在佳廉道。至於兩線往翠屏道方向，均不會依照既定行車路線在總站把乘客放下，而是停在翠屏道（北行）九巴「觀塘泳池」巴士站，讓乘客下車。站在駕駛者和乘客角度看，這做法同樣有利，巴士不用載著等待下車的乘客繞經迴旋處調頭，在總站讓乘客下車後，再折返北行線返回等候地點，令交通流量增加。

#### 總站大事紀
1990年中某天下午，鯉魚門道（東行）近觀塘遊樂場有地下水管爆裂引致路陷，需要全線封閉，所有車輛須即時改經翠屏道和秀茂坪前往藍田、油塘、將軍澳及香港（東）。由於適逢下課和下班時間，加上當日是雨天，交通擠塞情況比平常更嚴重。經警方指揮下，翠屏道改為全線北行，連帶巴士總站也要停用，待車龍消散後才可重開。是次水管爆裂後，封路範圍擴大至介乎協和街至翠屏道之間一段觀塘道（東行），間接令觀塘地鐵站巴士總站也要停用，所有車輛須改用協和街、康寧道、茶果嶺道等道路前往藍田方向，令本來「例牌」擠塞的觀塘道有如火上加油。以觀塘（翠屏道）為終點站的路線亦需改道，路線11B跟隨70X和89C，利用協和街和翠屏道返回總站，反方向則三線一同改為從總站直接右轉翠屏道（北行），經協和街前往觀塘道。
這個臨時措施實行了只有短短數天，卻令觀塘以至將軍澳新市鎮居民飽受煎熬。皆因當時翠屏道（南行）已改為只准轉出鯉魚門道，加上東區海底隧道和將軍澳新市鎮已經落成，但觀塘繞道仍未通車，在當時來說，水管爆裂那段鯉魚門道一旦封閉，觀塘便有如折斷了命脈一樣，只能靠著秀茂坪道和茶果嶺道維持著與東面的連繫。

## 總站路線資料

### 九龍巴士11B線
- 觀塘（翠屏道） ↔ 九龍城碼頭

途經翠屏邨、觀塘市中心、牛頭角下邨、九龍灣啟業邨、新蒲崗采頤花園、九龍城宋皇臺及馬頭角翔龍灣。

### 九龍巴士89C線
- 恆安 ↔ 觀塘（翠屏道）

途經翠屏邨、觀塘市中心、牛頭角下邨、九龍灣、啟業邨、彩虹邨、大老山隧道、沙田第一城、石門、沙田醫院、大水坑、富安花園、錦泰苑、欣安邨、頌安邨及耀安邨。

### 九龍巴士89X線
- 沙田站 ↔ 觀塘（翠屏道）

1991年6月29日開辦，配合大老山隧道正式通車，成為首批途經路線，取代行走獅子山隧道的路線89A（觀塘碼頭 ↔ 圓洲角）。途經沙田市中心、沙田第一城、威爾斯親王醫院、愉翠苑、彩虹邨、德福花園、牛頭角、觀塘等人流集中之地。

### 居民巴士NR906線
- 觀塘（翠屏道） ↔ 嘉湖山莊（美湖居）

途經觀塘創紀之城、牛頭角、鑽石山龍蟠苑及天水圍嘉湖山莊（樂湖居）。

## 過往總站路線資料
- 九龍巴士11C線
- 九龍巴士74R線
- 九龍巴士70X線

## 途經路線資料

### 九龍巴士11C線
- 竹園邨 ↔ 上秀茂坪

途經秀茂坪邨、基督教聯合醫院、翠屏邨、觀塘市中心、牛頭角下邨、九龍灣啟業邨、彩虹邨、鑽石山鳳德邨、黃大仙上邨及馬仔坑天馬苑。

### 九龍巴士13M線
- 觀塘（雅麗道） ↺ 寶達

途經港鐵觀塘站、翠屏邨、曉麗苑、秀茂坪邨、寶達邨、和樂邨及觀塘市中心。

### 九龍巴士89線
- 瀝源 ↔ 觀塘（翠屏北邨）

途經翠屏邨、和樂邨、觀塘市中心、牛頭角上邨、淘大花園、九龍灣啟業邨、彩虹邨、鑽石山荷里活廣場、黃大仙中心、天馬苑、獅子山隧道、新田圍邨、香港文化博物館、新城市廣場及禾輋邨。

## 過往途經路線資料
- 九龍巴士13B線
- 九龍巴士23M線

## 使用狀況
邨內居民平日多往返市區鄰近地方，對新市鎮的巴士路線需求不大，唯在重要節目如農曆新年、清明節、中秋節及重陽節則例外。